# Regiunea Matam
Regiunea Matam este o unitate administrativă de gradul I a Senegalului. Reședința sa este orașul Matam.